# Le Nuove Erbe
Le Nuove Erbe sono state un duo musicale italiano, formato dalle gemelle Anna Maria e Francesca Giampaolo (Arcevia, il 28 dicembre 1956).

## Storia
La loro carriera cominciò con l'incisione di alcuni 45 giri all'inizio degli anni settanta.
Raggiungono la popolarità grazie ad alcune trasmissioni televisive dell'ex-Jugoslavia, paese nel quale conoscono momenti di discreta fama, grazie anche alla partecipazione al noto Split Festival.
Sicuramente meno note in Italia che fuori da essa, vengono ammesse comunque al Festival di Sanremo 1975, dove si esibiscono col brano Topolino piccolo, giungendo tra i 12 finalisti ma senza entrare tra i primi 6. Dopo la manifestazione viene pubblicato il 45 giri della canzone presentata al Festival che, sul lato B, riporta un brano abbastanza simile per sonorità e stile, intitolato Là è la città.
Nel 1978 viene pubblicato l'album L'amore è una cosa meravigliosa, dal quale è tratto il singolo contenente il brano omonimo e Le foglie morte.
La carriera del duo termina subito dopo: Francesca si trasferisce a Bologna, mentre Maria si sposa e sceglie di dedicarsi alla famiglia.

## Discografia

### Album
- 1978: L'amore è una cosa meravigliosa

### Singoli
- 1975: Topolino piccolo/Là è la città
- 1978: L'amore è una cosa meravigliosa/Le foglie morte